# D.P
D.P（ディー・ピー）は、日本の漫画家。

## 略歴
デビュー当初は成人向け漫画を中心に執筆していたが、専属的に活動していたフランス書院が2009年に成年コミック部門を閉鎖・撤退してしまったため、成年コミックでの活動は事実上停止している。近年は原作つきの作品で作画を担当することも多い。
人型ペットが流行している架空の世界で、幼児サイズの人型タヌキの「ポコ」と貧乏な大学生の「ごしゅじんさま」こと柳田俊郎の織り成すドタバタギャグコメディー「ポコ」シリーズが代表作。成年コミックでの活動休止に伴い、フランス書院の『COMICパピポ』に掲載されていた「ポコ」シリーズも設定を大幅に変更し、一般向けコミックとして再出発した。メディアファクトリーの『コミックフラッパー』にて「ポコとあそぼう」というタイトルで3巻分まで連載して一旦シリーズ中断となるも、2013年6月より秋田書店の『チャンピオンREDいちご』にて「ポコと田舎でいっしょ」というタイトルで再度連載と、息の長いシリーズになっている。

## 作品リスト

### 連載
- trash. （原作：山本賢治、『月刊ヤングチャンピオン烈』2010年 - 2017年）
- ガン×クローバー （原作：山口ミコト、『月刊ドラゴンエイジ』2012年 - 2017年）
- ゲーム オブ ファミリア-家族戦記-（原作：山口ミコト、『月刊ドラゴンエイジ』2018年6月号[1] - 連載中）
- 空手バカ異世界（原作：輝井永澄、キャラクター原案：bun150、『ComicWalker』 2019年4月24日 - 2025年5月19日）

### 書籍
成年向け
- 『ポコといっしょ』フランス書院〈Xコミックス〉、2006年1月30日、ISBN 4-8296-7889-5
- 『ポコとワンダフル』フランス書院〈Xコミックス〉、2007年3月29日、ISBN 4-8296-7896-8
- 『ポコのお仕事』フランス書院〈Xコミックス〉、2008年10月、ISBN 4-8296-7909-3

一般向け
- 『EVILIVE』秋田書店〈ヤングチャンピオン烈コミックス〉、全2巻
  1. 2008年2月20日、ISBN 978-4-253-25541-7
  2. 2009年9月18日、ISBN 978-4-253-25542-4

- 『ポコとあそぼう』メディアファクトリー〈MFコミックス フラッパーシリーズ〉、全3巻
  1. 2009年11月29日、ISBN 978-4-8401-2933-6
  2. 2010年9月22日、ISBN 978-4-8401-3367-8
  3. 2011年8月23日、ISBN 978-4-8401-4029-4

- 『trash.』原作：山本賢治、秋田書店〈ヤングチャンピオン烈コミックス〉2010年 - 2017年、全11巻
- 『ガン×クローバー』原作：山口ミコト、KADOKAWA〈ドラゴンコミックスエイジ〉2012年 - 2018年、全12巻
- 『ポコと田舎でいっしょ！』秋田書店〈チャンピオンREDコミックス〉、2014年7月14日、ISBN 978-4-253-23189-3
- 『ゲーム オブ ファミリア-家族戦記-』原作：山口ミコト、KADOKAWA〈ドラゴンコミックスエイジ〉2018年 - 刊行中、既刊15巻（2025年8月8日現在）
- 『空手バカ異世界』原作：輝井永澄、キャラクター原案：bun150、KADOKAWA〈ヒューコミックス〉2020年 - 刊行中、既刊6巻（2024年6月4日現在）